# Гриб-дождевик (фильм)
«Гриб-дождевик» (англ. Puffball) — мистический триллер режиссёра Николаса Роуга, вышедший в 2007 году. Является экранизацией одноимённого произведения британской писательницы Фэй Уэлдон. Фильм снимался в графствах Монахан и Арма (Ирландия).

## Сюжет
Молодая девушка Лиффи, работающая архитектором, вместе со своим женихом Ричардом приезжает в ирландскую глушь для осуществления проекта по перестройке старого дома. С первых же дней она замечает некоторые странности в поведении своих соседей, особенно сорокалетней Мэбс и её матери. Мэбс постоянно твердит, что скоро у неё будет четвёртый ребёнок, и на этот раз обязательно мальчик, хотя врач утверждает, что забеременеть в таком возрасте она больше не сможет. Через некоторое время, когда Ричарду приходится вернуться в город, Лиффи понимает, что она беременна, но очень быстро у неё случается выкидыш. Такер, муж Мэбс, приходит к Лиффи помочь в домашних делах. Он приносит ей напиток, который передала мать Мэбс. Они пьют его вдвоём, после чего на них находит наваждение и они занимаются сексом. Вскоре Лиффи чувствует, что снова забеременела. Девушка решает сделать аборт, но на УЗИ ей говорят, что её плод — сестра-близнец погибшего во время выкидыша эмбриона. Вскоре Ричард возвращается из города, и Лиффи делится с ним этой новостью. Молодые очень рады, но к ним приходит Одри, одна из дочерей Такера и Мэбс, и рассказывает, что её мать считает ребёнка Лиффи «украденным» у себя, поэтому с помощью магии может навредить молодой семье. Несмотря на это, Лиффи всё же рожает здорового младенца. Узнав, что это девочка, Мэбс перестаёт настаивать на том, что ребёнок украден у неё. Фильм кончается тем, что Лиффи, Ричард и их новорожденная дочь уезжают назад в город, а Мэбс наконец осуществляет свою мечту — ей удаётся забеременеть, у неё в скором будущем родится сын.

## В ролях
| Актёр             | Роль   |
| ----------------- | ------ |
| Келли Райлли      | Лиффи  |
| Миранда Ричардсон | Мэбс   |
| Оскар Пирс        | Ричард |
| Дональд Сазерленд | Ларс   |
| Рита Ташингем     | Молли  |
| Уильям Хьюстон    | Такер  |